# Cyerce nigra
Cyerce nigra is een slakkensoort uit de familie van de Hermaeidae. De wetenschappelijke naam van de soort is voor het eerst geldig gepubliceerd in 1871 door Bergh.